# Michael Hindley
Michael Hindley (ur. 11 kwietnia 1947 w Blackburn) – brytyjski polityk, poseł do Parlamentu Europejskiego II, III i IV kadencji.

## Życiorys
Absolwent University of London (BA) oraz Lancaster University (MA). Działacz Partii Pracy w North West England, był radnym hrabstwa Lancashire. W latach 1984–1999 z ramienia laburzystów przez trzy kadencje sprawował mandat eurodeputowanego, wchodząc w skład frakcji socjalistycznej. Był m.in. wiceprzewodniczącym Komisji ds. Stosunków Gospodarczych z Zagranicą. Po odejściu z PE zajął się działalnością doradczą, współpracując np. jako obserwator wyborów z organizacjami międzynarodowymi. Został także nauczycielem akademickim oraz publicystą czasopism „The Business Times” (w Singapurze) i „Frontline” (w Indiach).